# Голос социал-демократа
«Го́лос социа́л-демокра́та» (рус. дореф. Голосъ соціальдемократа, фр. La voix du social-démocrate) — общественно-политическая газета, выходившая в 1908—1911 годах и выражавшая взгляды центристского течения в меньшевистской фракции Российской социал-демократической рабочей партии (РСДРП). Выпускалась как издание самостоятельной Центральной литературной группы меньшевиков, но вместе с тем носила партийный заголовок «Российская социал-демократическая рабочая партия».

## Характеристики издания
В 1908 году газета издавалась в Женеве, в 1909—1911 годах (с № 12) — в Париже. Всего было выпущено 26 номеров: в 1908 году вышли №№ 1—11, в 1909 — №№ 12—18, в 1910 — №№ 19—23, в 1911 — №№ 24—26. Издание финансировалось за счёт средств зарубежных социал-демократических групп, частных пожертвований, вносимых деятелями вроде Константина Доброджану-Гери (настоящие имя и фамилия Соломон Кац) и Шавдия (Евгения Орловского), а также за счёт произведённого через Марка Натансона денежного займа у социалистов-революционеров. Тираж газеты составлял около 5 тысяч экземпляров. Издание содержало ряд постоянных рубрик — «Поступившие в редакцию издания», «Почтовый ящик», «Фельетон», «Из партии», «По России», «Денежные отчёты».

## История
Решение о начале выпуска газеты как органа Центрального литературного группы меньшевиков было принято в январе 1908 года на совещании представителей меньшевистской фракции в Женеве. Объявление о предстоящем издании за авторством Фёдора Дана (настоящая фамилия Гурвич) было опубликовано в середине февраля того же года.
В первоначальный состав редакции вошли Павел Аксельрод, Фёдор Дан, Юлий Мартов (настоящая фамилия Цедербаум), Александр Мартынов (настоящие имя и фамилия Саул Пикер), Пётр Маслов и Георгий Плеханов. С газетой сотрудничали Абрам Деборин (настоящая фамилия Иоффе), Александр Потресов, Хоне Рапопорт, Н. Череванин (настоящие имя и фамилия Фёдор Липкин), Шавдия и другие деятели социалистического движения.
Вскоре после появления издания в редакции газеты наметился раскол. Ближайшим поводом к расколу стала статья Потресова «Эволюция общественно-политической мысли в предреволюционную эпоху», опубликованная в пятитомнике «Общественное движение в России в начале XX-го века». Плеханов расценил это выступление как измену марксизму и в письме Мартову отказался сотрудничать в литературных предприятиях с участием Потресова. Мартов не был согласен с такой оценкой статьи Потресова и не считал возможным отказаться от сотрудничества с ним. Прочие члены редакции в этом конфликте встали на сторону Мартова. В итоге Плеханов счёл за лучшее выйти из редакционного состава.
Среди прочих меньшевистских изданий «Голос социал-демократа» придерживался центристских позиций. Публиковавшиеся в газете авторы не отрекались от революционного пути преобразования общества и не отказывались, подобно ликвидаторам, от нелегальных форм политической борьбы, призывали к партийному единству.
В издании среди прочего были опубликованы: теоретические статьи, посвящённые анализу положения политических партий и общественных классов в императорской России (авторы — Дан, Мартынов); работы дискуссионного характера о тактике и стратегии российского социал-демократического движения в условиях фракционной борьбы (авторы — Деборин, Мартов); материалы о проблемах профсоюзного движения и женской эмансипации (авторы — Е. Аксаков, Александра Коллонтай), о рабочем движении в Нидерландах, Великобритании и Франции; статья Плеханова «Заметки публициста», приуроченная к 25-летию со дня смерти Карла Маркса (№№ 1—2, 3); некролог одному из лидеров эсеров Григорию Гершуни (№ 3); информация о суде над членами социал-демократической фракции Государственной думы II созыва, о съездах Социал-демократии Королевства Польского и Литвы (СДКПиЛ), о деятельности «Бунда» (№№ 4—5); сообщение о состоявшемся в 1910 году Парижском (Январском) пленуме ЦК РСДРП (№№ 19—20).
Согласно постановлению, принятому на Парижском пленуме ЦК РСДРП, «Голос социал-демократа» подлежал закрытию в целях преодоления организационного раскола партии, однако вследствие конфликта в центральном органе партии «Социал-демократ» и нарушений всеми сторонами решений пленума, «Голос социал-демократа» продолжил выходить и публиковать тексты, направленные против политической платформы и практической деятельности большевиков-ленинцев.
В качестве приложения (а затем и вместо «Голоса социал-демократа») в Париже с 25 июня 1911 года по июль 1912 года выходил «Листок „Голоса социал-демократа“» (всего было издано 6 номеров).

## Прочая деятельность
В 1908 году в Женеве был выпущен сборник «Тернии без роз» (издание «Голоса социал-демократа»), предпринятый в пользу осуждённых членов социал-демократической фракции Государственной думы II созыва. Из иностранных социалистов свои тексты для сборника передали Август Бебель, Карл Каутский и Генриетта Роланд Холст.